# Faro Punta Hualpén
El Faro Punta Hualpén es un faro que pertenece a la red de faros de Chile. Se ubica en la localidad de Hualpén en la Región del Biobío.